# Triviel gruppe
I matematikken er en triviel gruppe en gruppe bestående af kun ét element. Alle sådanne grupper er isomorfe, så ofte tales om den trivielle gruppe. Elementet i gruppen, der betegnes e, 1 eller 0, er det neutrale element. Gruppeoperationen er e + e = e.
Den trivielle gruppe er abelsk og cyklisk; disse resultater er trivielle; deraf gruppens navn. Den trivielle gruppe betegnes ofte Z1 eller blot 0, 1 eller e.
Hvis en undergruppe af en gruppe G består af det neutrale element og intet andet, kaldes den den trivielle undergruppe af G. Den er naturligvis en triviel gruppe.
Den trivielle gruppe må ikke forveksles med den tomme mængde (der ikke indeholder nogen elementer, og derfor umuligt kan være en gruppe, da den mangler et neutralt element). Den trivielle gruppe fungerer som nulobjektet i kategorien af grupper. (Omvendt har kategorien af mængder ingen nulobjekter; den tomme mængde fungerer som initialobjekt, mens enhver singletonmængde fungerer som terminalobjekt).